# スジ肉
スジ肉（すじにく）とは、食肉のアキレス腱の部分、または腱が付いた肉のことである。横隔膜の一部も肉質が近似していることから、スジ肉として扱われている。

## 牛スジ肉
流通しているスジ肉の大多数は肉牛のもので、牛のアキレス腱は特に「牛スジ」とよばれている。

### 主な種類
1. アキレス腱（腱）
脚の腱そのもので、大きい円柱状。ほとんどがスジの部分で脂身は少ない。スジ肉で最も美味とされるが、入手が難しい地域もある。九州では一般のスーパーマーケットでも販売されている。
2. スジ（筋）
肉を各部位に切り分ける時、下処理で肉に付いている余分な筋を取り除いて集めたもの。細切れになっているものが多く、肉とされる部分も多く付いているが、処理されていない脂身も多く付いている。
3. メンブレン（膜）
ハラミの外側についている膜状の部分を剥がしたもの。白い板状になっており、処理時に脂身を付けたままにしたものもある。コンビニエンスストアなどで販売されているおでんに使われることが多い。また、食品の原材料名に「ハラミ」と記入されることもある。

牛スジがホルモンと混同される扱いを受けることもあるが、これは 2. に内臓肉の部位も混入していることや、3. が内臓肉そのものとして扱われていることによるもので、厳密にはスジ肉はホルモンと異なる部位である。例えば関西における「どて焼き」はスジ肉が使われる料理であるが、中部地方ではスジ肉を使うもの・豚の内臓を使うものの双方を「どて」「どて煮」と称する。
スジ肉は地方によっては店頭に出回ることが少ないため、生肉の状態で入手するためにはあらかじめ精肉店に予約や注文を入れておく方法があるが、2. や 3. はボイルなどの下処理を行いパック詰めにされたものが大規模スーパーなどで販売されていることもある。九州では、生の状態で常時スーパーの精肉売り場に並んでいる。

### 調理方法

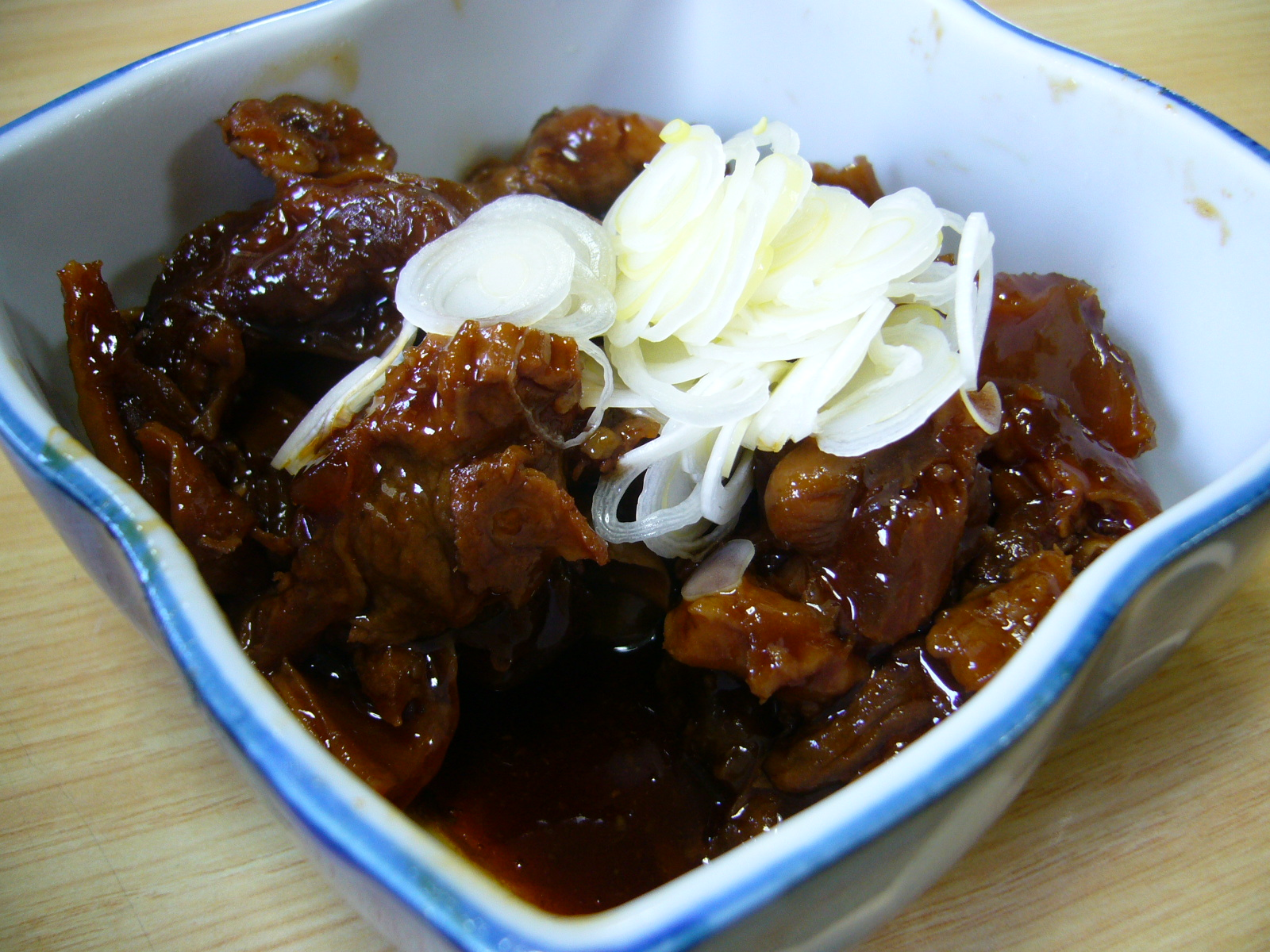
牛筋煮込み

スジ肉は長時間煮込むことによって柔らかくなり、調理中に換気が必要なほどの臭みも消え、出汁が出るため、おでんの具として広く用いられてきた。東日本の一般家庭で調理に用いられることは少ないが、西日本においては牛スジを他の料理の食材として用い始めたことから発展し、様々な料理に用いられている。西日本では主に牛スジ肉とこんにゃくを煮込み砂糖・醤油で甘辛く味付けして利用しており、これを特に「すじこん」「ぼっかけ」（神戸市長田付近）あるいは「ころ」（播磨付近）等と呼び、そのままないしはお好み焼き・ねぎ焼き・焼きそば・うどん・ラジオ焼き（たこ焼きの原型であり、タコの代わりに味付けした牛スジ肉を入れたもの）・カレーなどの具材になっている。
家庭で煮込む場合には、圧力鍋を用いると大幅に時間が短縮できて便利である。用いる部位によってはかなり脂の強い食材であるため、煮汁の上に浮いてくる脂肪分を丁寧に取り除くことが必要となるが、一晩冷やせば脂肪が固まるので簡単に取ることができる。大量に煮て小分けにしたものを冷凍しておけば便利である。
また、スジ肉およびその煮汁は多量のゼラチン質が含まれており、味をつけて煮た野菜などと一緒に冷やすと固まり、ゼリー寄せ、あるいは煮こごりができる。ゼラチン質はコラーゲンの塊のようなものであることから、美容を意識して食べることも勧められるが、その場合は前述した脂について留意したほうが良い。

### 利用
牛スジは、関西や九州の居酒屋やおでん屋で供されていることが多かったが、コンビニエンスストアがおでんの種として用いたことにより、全国規模で普及するようになった。
過去には廃棄部分として扱われることもあったが、2000年代以降は一般的に認知されてきたことから需要が増えており、売価については他の部位と変わらないことが多い。
写真家で料理研究家でもある西川治は、牛スジ肉だけで料理本を一冊執筆している。

## 鹿スジ肉
鹿のスジ肉は煮込み料理などに利用されている。鹿のアキレス腱を干したものは、古来漢方薬では鹿筋と称して寒湿の治療に利用された。